# Widźajawada
Widźajawada (telugu విజయవాడ, hindi विजयवाडा) – miasto w południowych Indiach, w stanie Andhra Pradesh, nad Kryszną, w pobliżu jej ujścia do Zatoki Bengalskiej. Około 1 mln mieszkańców.
Czwarte co do wielkości miasto stanu Andhra Pradesh zwane miastem biznesu, siedziba wielu korporacji.

## Miasta partnerskie
- Modesto